# Olios durlaviae
Olios durlaviae är en spindelart som beskrevs av Biswas och Dinendra Raychaudhuri 2005. Olios durlaviae ingår i släktet Olios och familjen jättekrabbspindlar.
Artens utbredningsområde är Bangladesh. Inga underarter finns listade i Catalogue of Life.